# Holovașivka (Stepanivka), Sumî
Holovașivka (în ucraineană Головашівка) este un sat în așezarea urbană Stepanivka din raionul Sumî, regiunea Sumî, Ucraina.

## Demografie
Componența lingvistică a localității Holovașivka
     Ucraineană (96,37%)
     Rusă (1,94%)
Conform recensământului din 2001, majoritatea populației localității Holovașivka era vorbitoare de ucraineană (96,37%), existând în minoritate și vorbitori de rusă (1,94%).